# Os Livros Perdidos da Bíblia e os Livros Esquecidos do Éden
Os Livros Perdidos da Bíblia e os Livros Esquecidos do Éden (em inglês:The Lost Books of the Bible and the Forgotten Books of Eden) (1926) é uma coleção de traduções para o inglês do século XVII e XVIII de algumas Pseudepígrafias do Antigo Testamento e apócrifos do Novo Testamento, alguns dos quais foram montados na década de 1820 e, em seguida, republicados com o título atual em 1926.

## História das traduções
Rutherford Hayes Platt, no prefácio de sua reimpressão de 1964 de Os livros perdidos da Bíblia e os livros esquecidos do Éden (The Lost Books of the Bible and the Forgotten Books of Eden) afirma:
"Publicado pela primeira vez em 1926, esta é a coleção mais popular de literatura apócrifa e pseudoepígrafo já publicada."
As traduções foram publicadas pela primeira vez, sob este título, por um editor desconhecido em The Lost Books of the Bible Cleveland 1926, mas as traduções já haviam sido publicadas muitas vezes.
O livro é, essencialmente, uma reimpressão combinada de obras anteriores. A primeira metade, Lost Books of the Bible, é uma reimpressão não melhorada de um livro publicado por William Hone em 1820, intitulado The Apocryphal New Testament (uma reimpressão de uma tradução dos Padres Apostólicos feita em 1693 por William Wake, que mais tarde se tornou o arcebispo de Canterbury), e um punhado de enfeites medievais no Novo Testamento, de um livro de Jeremiah Jones (1693-1724), publicado postumamente em 1736. Nos três séculos desde que foram originalmente publicados, muito mais se sabe sobre os Padres Apostólicos (incluindo uma boa parte do texto original que não estava disponível em 1693) e os apócrifos do Novo Testamento.
A segunda metade do livro, The Forgotten Books of Eden (Os Livros Esquecidos do Éden), inclui uma tradução publicada originalmente em 1882 do "Primeiro e Segundo Livros de Adão e Eva", traduzido primeiro do antigo etíope para o alemão por Ernest Trumpp e depois para o inglês por Solomon Caesar Malan, e uma série de itens de pseudepígrafes do Antigo Testamento, como os reimpressos no segundo volume dos Apócrifos e Pseudepígrafes de RH Charles do Antigo Testamento (Oxford, 1913).
Traduções mais modernas dessas obras incluem JH Charlesworth, ed. Old Testament Pseudepigrapha (Pseudepígrafia do Antigo Testamento) ; W. Schneemelcher, ed. New Testament Apocrypha (Apócrifos do Novo Testamento) ; e MR James, The Apocryphal New Testament (O Novo Testamento Apócrifo).

## Conteúdo doslivros perdidos da Bíblia
♦ = atribuído aos Padres Apostólicos
- O Protevangelion
- O Evangelho da Infância de Jesus Cristo
- O Evangelho da Infância de Tomé
- As epístolas de Jesus Cristo e Abgarus, rei de Edessa
- O Evangelho de Nicodemos ( Atos de Pilatos )
- O Credo dos Apóstolos (ao longo da história)
- A Epístola do Apóstolo Paulo aos Laodicenses
- As Epístolas do Apóstolo Paulo a Sêneca, com Sêneca a Paulo
- Os Atos de Paulo e Tecla
- ♦ As Epístolas de Clemente (a Primeira e a Segunda Epístolas de Clemente aos Coríntios)
- ♦ A Epístola de Barnabé
- ♦ A Epístola de Inácio aos Efésios
- ♦ A Epístola de Inácio aos Magnesianos
- ♦ A Epístola de Inácio aos Tralianos
- ♦ A Epístola de Inácio aos Romanos
- ♦ A Epístola de Inácio aos Filadélfia
- ♦ A Epístola de Inácio aos Esmirnianos
- ♦ A Epístola de Inácio a Policarpo
- ♦ O pastor de Hermas (visões, comandos e semelhanças)
- Carta de Herodes ao governador Pilatos
- Carta de Pilatos a Herodes
- O Evangelho Perdido de Pedro
- ♦ A Epístola de Policarpo aos Filipenses

## Conteúdo dosLivros Esquecidos do Éden
- O conflito de Adão e Eva com Satanás (o primeiro e o segundo livros de Adão e Eva)
- Os Segredos de Enoque (também conhecido como Enoque Eslavo ou Segundo Enoque)
- Os Salmos de Salomão
- Odes de Salomão
- A Carta de Aristeas
- O Quarto Livro dos Macabeus
- A História de Ahikar
- Testamentos dos Doze Patriarcas